# Bí thư thứ nhất Đảng Cộng sản Cuba
Bí thư thứ nhất Ban chấp hành Trung ương Đảng Cộng sản Cuba (tiếng Tây Ban Nha: Primer Secretario del Comité Central del Partido Comunista de Cuba) là chức vụ cao nhất trong Đảng Cộng sản Cuba và cũng đồng thời là chức danh lãnh đạo cao nhất trong hệ thống chính trị Cuba. Kể từ năm 1961, vị trí của Bí thư thứ nhất cũng đồng nghĩa với Chủ tịch nước Cuba. Bí thư thứ nhất hiện nay là Miguel Díaz-Canel, cũng là người đảm nhận chức Chủ tịch nước Cộng hòa Cuba. Chức danh dựa theo sự mô phỏng chức vụ Bí thư thứ nhất Đảng Cộng sản Liên Xô đã được Leonid Brezhnev biên chế vào thời điểm đó.
Bí thư thứ nhất Ban chấp hành Trung ương Đảng Cộng sản Cuba là chức vụ cao nhất trong Đảng Cộng sản Cuba và cũng là chức danh lãnh đạo cao nhất trong hệ thống chính trị Cuba. Quyền hạn của Bí thư thứ nhất bao gồm:
- Là trung tâm đoàn kết và gương mẫu về mọi mặt.
- Chỉ đạo công việc hàng ngày của Đảng, và là cơ quan chịu trách nhiệm tổ chức và đảm bảo việc thi hành các nghị quyết của Đại hội Đảng, các phiên họp toàn thể của Trung ương Đảng và các cuộc họp về chính sách của lãnh đạo.
- Chịu trách nhiệm tất cả các hoạt động của cơ chế của Đảng thông qua Liên minh Thanh niên Cộng sản và nhà nước, xã hội và các tổ chức đoàn thể, chỉ đạo và kiểm tra việc thực hiện đường lối của Đảng trong mọi lĩnh vực chính trị, kinh tế, và xã hội trong nước.
- Phê chuẩn các quy định để thi hành Điều lệ Đảng.

## Lãnh đạo
| Tên (sinh–mất)                                                                                          | Hình                                                                | Từ                                                                  | Đến                                                                 | Bí thư thứ hai                                                      |                                                                     |                                                                     |                                                                     |
| Tổng Bí thư Ban chấp hành Trung ương Đảng Cộng sản Cuba (1925–1939)                                     | Tổng Bí thư Ban chấp hành Trung ương Đảng Cộng sản Cuba (1925–1939) | Tổng Bí thư Ban chấp hành Trung ương Đảng Cộng sản Cuba (1925–1939) | Tổng Bí thư Ban chấp hành Trung ương Đảng Cộng sản Cuba (1925–1939) | Tổng Bí thư Ban chấp hành Trung ương Đảng Cộng sản Cuba (1925–1939) | Tổng Bí thư Ban chấp hành Trung ương Đảng Cộng sản Cuba (1925–1939) | Tổng Bí thư Ban chấp hành Trung ương Đảng Cộng sản Cuba (1925–1939) | Tổng Bí thư Ban chấp hành Trung ương Đảng Cộng sản Cuba (1925–1939) |
| --- | ------------------------------------------------------------------- | ------------------------------------------------------------------- | ------------------------------------------------------------------- | ------------------------------------------------------------------- | ------------------------------------------------------------------- | ------------------------------------------------------------------- | ------------------------------------------------------------------- |
| José Miguel Pérez (1896–1936)                                                                           | —                                                                   | 20 tháng 8 năm 1925                                                 | 1925                                                                |                                                                     |                                                                     |                                                                     |                                                                     |
| José Peña Vilaboa (1891–1927)                                                                           | —                                                                   | 1925                                                                | 1926                                                                |                                                                     |                                                                     |                                                                     |                                                                     |
| Jorge Vivo (?)                                                                                          | —                                                                   | 1927                                                                | Tháng 8, 1933                                                       |                                                                     |                                                                     |                                                                     |                                                                     |
| Blas Roca Calderio (1908–1987)                                                                          | —                                                                   | Tháng 12, 1933                                                      | 1939                                                                |                                                                     |                                                                     |                                                                     |                                                                     |
| Tổng Bí thư Ban chấp hành Trung ương Liên minh Cách mạng Cộng sản (1939–1944)                           |                                                                     |                                                                     |                                                                     |                                                                     |                                                                     |                                                                     |                                                                     |
| Blas Roca Calderio (1908–1987)                                                                          | —                                                                   | 1939                                                                | 1944                                                                |                                                                     |                                                                     |                                                                     |                                                                     |
| Tổng Bí thư Ban chấp hành Trung ương Đảng Xã hội Nhân dân (1944–1961)                                   |                                                                     |                                                                     |                                                                     |                                                                     |                                                                     |                                                                     |                                                                     |
| Blas Roca Calderio (1908–1987)                                                                          | —                                                                   | 1944                                                                | 24 tháng 6 năm 1961                                                 |                                                                     |                                                                     |                                                                     |                                                                     |
| Bí thư thứ nhất Các Tổ chức Cách mạng Hợp nhất (1961–1962)                                              |                                                                     |                                                                     |                                                                     |                                                                     |                                                                     |                                                                     |                                                                     |
| Fidel Castro (1926-2016)                                                                                |                                                                     | Tháng 7, 1961                                                       | 26 tháng 3 năm 1962                                                 | Raúl Castro (1961–1962)                                             |                                                                     |                                                                     |                                                                     |
| Bí thư thứ nhất Ban chấp hành Trung ương Đảng Thống nhất vì Cách mạng Xã hội chủ nghĩa Cuba (1962–1965) |                                                                     |                                                                     |                                                                     |                                                                     |                                                                     |                                                                     |                                                                     |
| Fidel Castro (1926-2016)                                                                                |                                                                     | 26 tháng 3 năm 1962                                                 | 3 tháng 10 năm 1965                                                 | Raúl Castro (1962–1965)                                             |                                                                     |                                                                     |                                                                     |
| Bí thư thứ nhất Ban chấp hành Trung ương Đảng Cộng sản Cuba (1965 đến nay)                              |                                                                     |                                                                     |                                                                     |                                                                     |                                                                     |                                                                     |                                                                     |
| Fidel Castro (1926-2016)                                                                                |                                                                     | 3 tháng 10 năm 1965                                                 | 19 tháng 4 năm 2011                                                 | Raúl Castro (1965–2011)                                             |                                                                     |                                                                     |                                                                     |
| Raúl Castro (sinh 1931)                                                                                 |                                                                     | 19 tháng 4 năm 2011                                                 | 19 tháng 4 năm 2021                                                 | José Ramón Machado Ventura (2011-2021)                              |                                                                     |                                                                     |                                                                     |
| Miguel Díaz-Canel (sinh 1960)                                                                           |                                                                     | 19 tháng 4 năm 2021                                                 | đương nhiệm                                                         |                                                                     |                                                                     |                                                                     |                                                                     |